# Colt Cabana
 (août 2021).
Pour les articles homonymes, voir Cabana.
Scott Colton (né le 6 mai 1980 à Deerfield, Illinois), plus connu sous son nom de ring de  Colt Cabana, est un catcheur (lutteur professionnel) américain. Colton est connu pour son travail à la Ring of Honor, alors qu'il catchait sous le nom de Matt Classic dans l'émission de MTV, Wrestling Society X.

## Biographie

### Débuts et IWA Mid-South (1999-2004)
Colton a commencé à s'entraîner à l'école de catch de Ace Steel (en) après son départ de l'université où il a joué pendant un an au sein de l'équipe de football américain. Il fait ses débuts au sein de la fédération de Steel, la Steel Domain Wrestling, et adopte le nom de ring de Colt Cabana dont il devient le champion télévision le 29 décembre 2001, titre qu'il perd le même jour.
Rapidement, il rejoint l'Independent Wrestling Association Mid-South (en) (IWA Mid-South), une fédération de l'Indiana et y devient le champion poids-lourds le 19 avril 2002 après sa victoire face à CM Punk, le champion en titre, et Eddie Guerrero.

### Ring of Honor (2002-2007)
Il a percé dans la Ring of Honor en tant que coéquipier de CM Punk dans les Second City Saints après s'être retourné contre Raven. Cabana et Punk allaient plus tard gagner les titres par équipe de la ROH. Avec Punk qui devenait un compétiteur solo, Cabana allait avoir des feuds contre Nigel McGuinness et Austin Aries. Le 13 août 2005, Cabana a battu Punk dans un « match au meilleur des 3 manches » dans leur ville natale de Chicago dans le dernier match de Punk à la ROH.
Plus récemment, Cabana a eu une feud très violente avec Homicide à la Ring of Honor. Il a été étranglé avec un support à manteau de métal, reçu plusieurs coups de chaises qui l’ont fait saigner, reçu du produit de vaisselle dans la gorge, être passé à travers une table avec un piledriver du bord du ring, eu la tête écrasée contre une échelle. Le 1er avril 2006 à Chicago, Colt Cabana a finalement eu sa revanche et a gagné le respect d'Homicide après un Chicago street fight brutal qui a mis fin à la rivalité sur une poignée de mains.
Après sa victoire décisive contre Homicide, Colt Cabana a défié le champion mondial de la ROH Bryan Danielson pour le  titre le 22 avril 2006 à Philadelphie. Danielson l'a battu et conserve le titre. Un re-match a eu lieu le 24 juin et Danielson a encore eu le dessus. Il a été annoncé que Cabana aura une dernière chance contre Danielson, le 26 août à Chicago dans un two out of three falls match.

### World Wrestling Entertainment (2007-2009)

#### Ohio Wrestling Valley
Le 3 avril 2007, on annonce que Colton a signé pour la WWE, il est envoyé à la Ohio Valley Wrestling, club-école où il fit ses débuts le 30 mai comme Colt « Boom Boom » Cabana, match qu’il perdit contre Michael W. Kruel. Il gagna son premier match le 23 juin, contre le Belgium Brawler en le faisant abandonner avec un Chicago Crab.
Colton eu ensuite une feud contre Shawn Spears pour le titre TV, titre qu’il gagna le 31 octobre, une semaine plus tard, le 7 novembre 2007, Colton et Shawn font équipe contre les champions par équipes, Stu Standers et Paul Burchill et gagnent le titre. Malheureusement pour Colton, le 14 novembre, il perd son titre TV face à James Curtis.
Cabana a aussi eu plusieurs matchs d'essais à la WWE à HEAT et Velocity. Le 8 novembre 2005, Colt Cabana a perdu contre Eugene à la World Wrestling Entertainment comme jobber à HEAT. Cabana a aussi lutté le 10 avril 10 2006 à "RAW" sous le nom de Chris Guy dans un squash contre Umaga. Chris Guy est le vrai nom de Ace Steel, qui a lutté à la WWE en 2004 sous le nom de Scott Colton, le vrai nom de Cabana. De plus, Cabana était un de ceux qui transportait le cercueil dans le Casket Match de Undertaker à WrestleMania 22.

#### SmackDown
Le 15 août 2008, sous le nom de Scotty Goldman, il fait ses débuts à SmackDown en perdant face à The Brian Kendrick. Le 22 août, il participe à l'édition smackdown dans la bataille royale de qualification pour le scramble match à WWE Unforgiven, mais se fera éliminer. Le 15 septembre, il fait équipe avec Funaki, mais ils perdent face à Vladimir Kozlov.
Lors de l'édition de Smackdown du 6 février 2009, il participe à la bataille royale qui qualifiera une personne pour l'elimination chamber pour le titre de la WWE à No Way Out mais il se fait éliminer par Vladimir Kozlov. Quelques semaines plus tard, il dispute un match contre Umaga.

### Retour à la Ring of Honor (2010-2011)
Lors du show ROH du 1er novembre 2010, il perd avec El Generico contre Kevin Steen et Steve Corino. Lors du Survival Of the Fittest 2010, il perd contre Rhett Titus. Lors du show du 13 novembre, il perd avec El Generico contre the All Night Express. Lors du show du 22 novembre, il bat Erick Stevens et devient challenger n°1 au ROH World Television Championship. Lors du Show du 6 décembre, il perd contre Eddie Edwards et ne remporte pas le titre ROH World Television Championship. Lors de Final Battle, il bat TJ Perkins. Lors de 9th Anniversary Show, il perd contre Davey Richards. Lors de Revolution USA, il perd contre Christopher Daniels. Lors de Revolution Canada, il bat Delirious dans un Grudge Match. Lors de Best inh the World, il perd contre Tommaso Ciampa. Lors de American Wolves vs House of Truth, lui et El Generico perdent contre Wrestling's Greatest Tag Team et ne remportent pas le ROH World Tag Team Championship. Lors de In Charlotte, il perd contre Chris Hero.

### Chikara
Lors de The Case of the Bulletproof Waldo, lui et The Throwbacks perdent contre The Batiri. Le même soir, il perd contre Eddie Kingston. Lors de Ckikarasaurus Rex: King of Sequel - Night 2, lui et Johnny Kidd perdent contre Johnny Saint et Mike Quackenbush. Lors High Noon, il bat Archibald Peck. Lors de Chikirasaurus Rex, Mixed Martial Archie et lui perdent contre The Throwbacks dans Loser must leave Town Match.

### Second retour à la Ring of Honor (2016-2019)
Il effectue un retour surprise lors de Supercard of Honor X le 1er avril 2016, où il défie le champion du monde en titre Jay Lethal. Le lendemain, il bat Jay Lethal dans un match où le titre ne fut pas en jeu.
Le 28 septembre lors de ROH Death Before Dishonor, Flip Gordon & Colt Cabana perdent contre Bully Ray et Silas Young au cours d'n Tables match. Ray & Young remportent le match de façon controversé, l'arbitre étant hors d'action lorsque Gordon fit passer Young à travers une table, Ray plaça Gordon sur la table cassée et la victoire leur fut attribuée.

### ALL IN (2018)
Le 1er septembre 2018 lors du show indépendant ALL IN, il perd une bataille royale déterminant le premier aspirant au ROH World Championship au profit de Flip Gordon.

### All Elite Wrestling (2020-...)
Après plusieurs apparitions à la AEW en 2019, Cabana signe officiellement avec la AEW en mars 2020.

#### The Dark Order (2020-...)
En mai 2020, Colt Cabana commença une série de défaites après lesquelles Lee tenta de le recruter au sein de son clan : le Dark Order, Cabana refusa un temps avant de perdre un match de trop face à Sammy Guevara le 10 juin à Dynamite, on le vit entrer dans le bureau de Lee. La semaine suivante à Dynamite, Lee et Cabana firent équipe contre Sonny Kiss & Joey Janela, match qu'ils ont remporté.
Le 5 août à Dynamite, Brodie Lee, Colt Cabana, Uno & Grayson, Angels et un creeper battent The Elite & FTR au cours d'un 12-men tag team match. Le 18 août lors de AEW Dark, Cabana, Alex Reynolds et John Silver battent D3, Faboo Andre & Ryzin.

## Palmarès
- - All American Wrestling
    - AAW Heritage Championship (1 fois)

  - All Pro Wrestling
    - APW Worldwide Internet Championship (1 fois)

  - All-Star Championship Wrestling / NWA Wisconsin
    - ACW/NWA Wisconsin Heavyweight Championship (1 fois)

  - All Star Wrestling
    - ASW People's Championship (1 fois)

  - Championship of Wrestling
    - cOw Manager of Champions Championship (1 fois)

  - Christian Wrestling Alliance
    - CWA Heavyweight Championship (1 fois)

  - DDT Pro-Wrestling
    - Ironman Heavymetalweight Championship (2 fois)

  - Extreme Wrestling Federation
    - EWF Xtreme 8 Tournament (2004)

  - Frontier Wrestling Alliance
    - Round Robin Tournament (2005)

  - Independent Wrestling Association Mid-South
    - IWA Mid-South Heavyweight Championship (1 fois)
    - ICW/ICWA Tex-Arkana Television Championship (4 fois)

  - Insane Championship Wrestling
    - ICW Tag Team Championship (1 fois) - avec Grado

  - Insane Wrestling Federation
    - IWF Heavyweight Championship (1 fois)

  - International Wrestling Cartel
    - IWC World Heavyweight Championship (1 fois)
    - IWC Super Indy Championship (1 fois)
    - IWC Super Indy Championship Tournament (2003)

  - Juggalo Championship Wrestling
    - JCW Heavyweight Championship (1 fois)

  - Landmark Wrestling Federation
    - LWF Heavyweight Championship (1 fois)

  - Legend City Wrestling
    - LCW Heavyweight Championship (1 fois)

  - Mid-American Wrestling / NWA Mid-American Wrestling
    - MAW Heavyweight Championship (1 fois)

  - National Wrestling Alliance
    - NWA World Heavyweight Championship (2 fois)
    - NWA National Championship (2 fois)

  - New Horizon Pro Wrestling
    - Global Conflict Shield Tournament (2010)

  - NWA Midwest
    - NWA Illinois Heavyweight Championship (1 fois)

  - Nevermore Championship Wrestling
    - NCW World Heavyweight Championship (1 fois)

  - Ohio Valley Wrestling
    - OVW Television Championship (1 fois)
    - OVW Southern Tag Team Championship (2 fois) – Charles Evans (1) er Shawn Spears (1)
    - OVW Southern Tag Team Title Tournament (2007) - avec Shawn Spears

  - One Pro Wrestling
    - 1PW Tag Team Championship (1 fois) – avec Darren Burridge

  - Pro Wrestling Noah
    - Global Tag League Outstanding Performance Award (2015) – avec Chris Hero
    - Global Tag League Technique Award (2012) – avec Eddie Edwards
    - Global Tag League Technique Award (2014, 2015) – avec Chris Hero

  - Pro Wrestling World-1 Great Lakes
    - World-1 Great Lakes Openweight Championship (1 fois)
    - World-1 Great Lakes Openweight Championship Tournament (2006)

  - Professional Championship Wrestling
    - PCW State Champion (1 fois)

  - Revolution Championship Wrestling
    - RCW Heavyweight Championship (1 fois)

  - Revolution Pro Wrestling
    - RPW British Heavyweight Championship (1 fois)

  - Revolución Lucha Libre
    - RLL Absolute Championship (1 fois)

  - Ring of Honor
    - ROH Tag Team Championship (2 fois) – avec CM Punk

  - Steel Domain Wrestling
    - SDW Television Championship (1 fois)

  - UWA Hardcore Wrestling
    - UWA Canadian Championship (1 fois)

  - Wrestling Is Fun
    - Wrestling Is Fun 24/7 Hardcore Championship (1 fois)

  - Autres titres
    - Jewish North American Championship (1 fois)
    - MCW Tag Team Championship (1 fois) – avec Steve Stone
    - MMW Heavyweight Championship (1 fois)
    - PWF Cruiserweight Championship (1 fois)
    - WC Heavyweight Championship (1 fois)

## Récompenses des magazines
- Pro Wrestling Illustrated

| Année | 2002 | 2003 | 2004 | 2005 | 2006 | 2007 | 2008 | 2009 | 2010 | 2011 | 2012 | 2013 | 2014 | 2015 | 2016 | 2017 | 2018 | 2019 | 2020 | 2021 | 2022       | 2023 |
| ----- | ---- | ---- | ---- | ---- | ---- | ---- | ---- | ---- | ---- | ---- | ---- | ---- | ---- | ---- | ---- | ---- | ---- | ---- | ---- | ---- | ---------- | ---- |
| Rang  | 292  | 242  | 155  | 95   | 67   | 108  | 245  | 238  | 101  | 94   | 44   | 99   | 140  | 157  | 157  | 164  | 189  | 120  | 115  | 303  | Non classé | 474  |